# Carl Næslund
Carl Albert Næslund, född 9 april 1892 i Själevads församling, Västernorrlands län, död 27 maj 1946 i Danderyds församling, Stockholms län, var en svensk läkare.
Næslund blev medicine licentiat vid Uppsala universitet 1921, medicine doktor 1922, docent samma år, och professor i allmän hälsolära vid Karolinska institutet 1932. Han utgav ett hundratal skrifter i bland annat bakteriologi och hygien. När Statens institut för folkhälsan (nuvarande Folkhälsomyndigheten) skapades 1938 utnämndes han till föreståndare för dess allmänhygienska avdelning.
Næslund medverkade i Svensk uppslagsbok under signaturen C. Nld. Han är begravd på Djursholms begravningsplats.